# اختبار القلم الرصاص

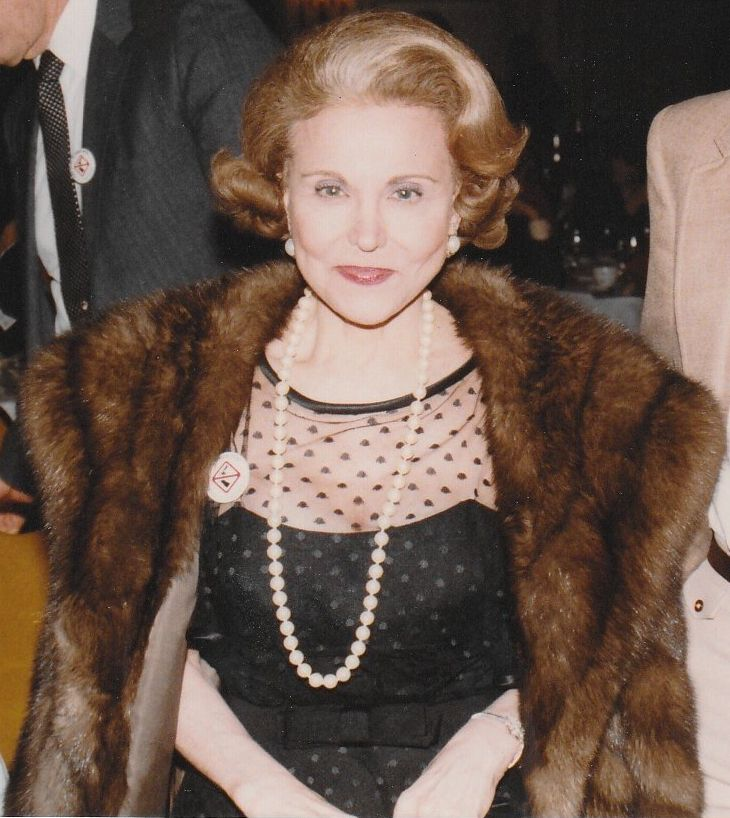
آن لاندرز في شيكاغو عام 1983.

اختبار القلم الرصاص هو اختبار غير رسمي لتقييم نمو الثدي والحاجة إلى ارتداء حمالة الصدر وضعت تصوره آن لاندرز.

## الإجراء
يتم وضع قلم رصاص (قلم رصاص) في انثناءات الجلد تحت حلمة الثدي، النقطة التي تقع على الجانب السفلي لجدار الصدر. إذا لم يسقط القلم رصاص، فإن المرأة «تفشل في اختبار القلم الرصاص» وتحتاج إلى ارتداء حمالة صدر. يعتبر الافتراض في هذا الاختبار أن الثدي غير البندولي الشكل ذاتي الدعم ولا يحتاج إلى دعم إضافي كارتداء حمالة الصدر.

## الآثار الاجتماعية
لم يتم تقديم أي دليل على صحة هذا الاختبار، ولكن يعتبره بعض الناس وسيلة لتحديد ما إذا كان ينبغي أن تبدأ الفتاة الصغيرة في ارتداء حمالة صدر. تفيد النظرية أنه إذا وضعت الفتاة قلم رصاص تحت صدرها وبقي في مكانه دون سقوط، فإنها بحاجة إلى ارتداء حمالة صدر. أما إذا سقط القلم على الأرض، فلا حاجة لها بارتداء حمالة الصدر. تشمل العوامل الأخرى الأكثر أهمية عند اختيار ما إذا كان ينبغي على الفتاة أن ترتدي حمالة الصدر من عدمه الشكل الخارجي للثديين، والألم عند ممارسة الرياضة، والراحة العامة، بدلا من الضغوط الاجتماعية مثل الرغبة في ظهور الثديين «كنوع من المرح» أو منع الحلمات من البروز خلال الملابس.

## ترهل الثدي
تستخدم بعض النساء اختبار قلم رصاص لتحديد ما إذا كان ثدييها مترهلين أم لا. ومع ذلك، تعتبر بعض درجات الترهل، من الناحية الطبية، أمر طبيعي. يتم تحديد الترهل جزئيا طبقًا للصفات الموروثة مثل مرونة الجلد وكثافة الثدي، مما يؤثر على نسبة الدهون خفيفة الوزن للغدد الثديية. ترجع بعض الترهلات إلى شيخوخة الأنسجة الغدية التي تنتج ثبات الثدي. وعامةً، يتحدد ترهل الثدي بشكل مختلف من مجتمع لآخر طبقًا لآراء الناس والمجتمع الطبي. يصنف جراحو التجميل ترهل الثدي من خلال تقييم موقف الحلمة بالنسبة إلى الطية تحت الثديية؛ لا يعتبر ثدي المرأة مترهلًا إلا إذا كانت الحلمة تحت الطية تحت الثديية. في المرحلة الأكثر تقدمًا، تكون الحلمات في الجزء السفلي غير المرئي من جدار الصدر وتشير نحو الأرض.
لا يمنع ارتداء حمالة الصدر الثدي من الترهل. يعتقد كثير من النساء، وهذا اعتقاد خاطئ، أن الثدي لا يمكن أن يدعم نفسه ولا يترهل تشريحيًا، ويعتقدون أن ارتداء حمالة صدر سوف يمنع ثدييهم من الترهل في وقت لاحق من الحياة. لم يتمكن الباحثون، ومصنعو حمالة الصدر، والمهنيين الصحيين من العثور على أي دليل لدعم فكرة أن ارتداء حمالة الصدر لأي مقدار من الوقت تبطئ إطراق الثدي. يحرص المصنعون البرازيليون على الادعاء بأن حمالات الصدر تؤثر فقط على شكل الثدي أثناء ارتداؤها.

## في الثقافة الشعبية
في عام 1975، أقر مجلس طلاب جامعة تكساس في أوستن قانون اللباس الذي كان من ضمنه من بين أمور أخرى إلزام الفتيات بارتداء حمالة صدر إذا لم يتمكنوا من اجتياز اختبار قلم رصاص. تم رفع القرار من قبل عضوة في مجلس الشيوخ، وتمت إزالته من الغرفة قبل أن يجتاز التصويت 11-9.
وفي فيلم «أثداء الرجال» (بالإنجليزية: Breast Men)‏ عام 1997، ظهر اختبار القلم الرصاص من قبل إحدى العازبات الإناث كوسيلة لتحديد مدى الرغبة في الحصول على تكبير الثدي أو زرع الثدي، حيثُ وضعت الفتاة قلم رصاص تحت صدرها وبقي في مكانه دون سقوط، فإنها بحاجة إلى ارتداء حمالة صدر. أما إذا سقط القلم على الأرض، فلا حاجة لها بارتداء حمالة الصدر.